# Spetsutbildning
Spetsutbildningar och elitutbildningar är utbildningar för särskilt begåvade elever, som förekommer i en rad länder.  

## Sverige
Spetsutbildningar är i Sverige utbildningar på grundskole- eller gymnasienivå för elever som har visat goda resultat i ett kunskaps- eller färdighetsprov. Spetsutbildningar kan antingen vara teoretiska spetsutbildningar, eller estetiska elitutbildningar. 

## Teoretiska spetsutbildningar på gymnasienivå
Teoretiska spetsutbildningar på gymnasienivå är studieförberedande program, där elever har möjlighet att läsa kurser på universitet eller högskola vid sidan om studierna om gymnasienivå, enligt en förordning om verksamhet sedan 2008. Teoretiska spetsutbildningar finns vid 19 svenska gymnasieskolor.
Spetsutbildningarna i gymnasieskolan är en försöksverksamhet som ska ge elever möjlighet att fördjupa och bredda sina kunskaper i Matematik, Fysik, Naturvetenskap, Teknik, Ekonomi, Samhällsvetenskap, Film och foto, Språk, Historia, Estetik samt Musik.
Regeringen planerar att permanenta försöksverksamheten från 2024.

### Gymnasieskolor med spetsutbildningar[3]

#### Matematik
- Danderyds gymnasium, Danderyd
- Hvitfeldtska gymnasiet, Göteborg
- Ehrensvärdska gymnasiet, Karlskrona
- Luleå gymnasieskola, Luleå
- Polhemsskolan, Lund
- Berzeliusskolan, Linköping

#### Fysik
- Polhemsskolan, Lund

#### Naturvetenskap
- Gullmarsgymnasiet, Lysekil
- Härnösands Gymnasium[4] (Biomedicin)
- Europaskolan Strängnäs, Strängnäs
- Rudbecksgymnasiet, Örebro

#### Teknik
- ABB Industrigymnasium, Västerås
- Teknikum, Växjö
- Sven Eriksonsgymnasiet, Borås

#### Ekonomi
- Sven Eriksonsgymnasiet, Borås
- Tumba gymnasium, Tumba
- Carlforsskas Ekonomi- och Handelsskola, Västerås

#### Samhällsvetenskap
- Karolinska Gymnasiet. Örebro
- Europaskolan Strängnäs, Strängnäs

#### Språk
- Viktor Rydberg gymnasium Djursholm, Danderyd
- Katedralskolan, Lund

#### Historia
- Katedralskolan, Lund

#### Estetik
- S:t Botvids Gymnasium, Botkyrka
- Apelrydsskolan, Båstad

#### Musik
- Sturegymnasiet, Halmstad
- Spyken, Lund
- Musikkonservatoriet, Falun
- Malmö latinskola, Malmö

#### Film och foto
- Sturegymnasiet, Halmstad
- Tumba gymnasium, Tumba
- S:t Eriks Gymnasium, Kungsholmen

Teater
- Malmö latinskola, Malmö

## Teoretiska spetsutbildningar på grundskolenivå
Av de totalt 25 tillståndsgivna teoretiska spetsutbildningar på grundskolenivå beviljade Skolverket åtta 2011,  tio 2012 och sju 2013. Spetsutbildningar kan ges från årskurs 7, och regleras av en förordning från 2011.

## Estetiska spetsutbildningar
Estetiska spetsutbildningar är riksrekryterande. För att få påbörja årskurs 7 på en estetisk spetsutbildning på grundskolenivå måste eleven uppfylla utbildningens lärandemål för årskurs 6 (vilket bedöms av lärare), samt även klara ett färdighetsprov som bedöms av en oberoende expertjury. Detta gallringsförfarande innebär att elever som läst vid skolan tidigare och klarat lärandemålen men underkänts av expertjuryn måste byta till en annan skola efter årskurs 6. Förfarandet infördes för dansarutbildningar i en förordning från 2011 av utbildningsminister Jan Björklund, enligt honom på initiativ av Kungliga balettskolan, vars rektor vid i en intervju föreslår att provet tas bort från årskurs 6 för elever som redan läser vid skolan.

## Fotnoter
1. ↑  Förordning (2008:793) om försöksverksamhet med riksrekryterande gymnasial spetsutbildning
2. ↑   Skolverket om spetsutbildningar Arkiverad 22 december 2011 hämtat från the Wayback Machine.
3. ↑  admin. ”Home”. Sveriges spetsutbildningar. https://spetsutbildningar.se/. Läst 15 september 2019.
4. ↑  ”Välkommen till Härnösands Gymnasium!”. www.gymnasium.se. https://www.gymnasium.se/skola/harnosands-gymnasium/. Läst 6 maj 2024.
5. ↑  ”Försöksverksamhet med spetsutbildning i högstadiet”. www.skolverket.se. Arkiverad från originalet den 1 juli 2020. https://web.archive.org/web/20200701062330/https://www.skolverket.se/skolutveckling/anordna-och-administrera-utbildning/anordna-utbildning-pa-grundskoleniva/forsoksverksamhet-med-spetsutbildning-i-hogstadiet. Läst 1 juli 2020.
6. ↑  ”Tio nya elitskolor”. Arkiverad från originalet den 6 mars 2016. https://web.archive.org/web/20160306044923/http://www.lararnasnyheter.se/lararnas-tidning/2012/11/30/tio-nya-elitskolor-klara. Läst 18 april 2013.
7. ↑  Grundskolor med spetsutbildningar Arkiverad 10 mars 2013 hämtat från the Wayback Machine.
8. ↑  Förordning (2011:355) om försöksverksamhet med riksrekryterande spetsutbildning i grundskolans högre årskurser Arkiverad 17 februari 2013 hämtat från the Wayback Machine.
9. ↑  12-åriga skolelever ratades av jury
10. ↑  http://rkrattsdb.gov.se/SFSdoc/11/110007.PDF Förordning om dansarutbildning; SFS 2011:7
11. ↑  Björklund: "Bättre att de går en annan utbildning", SVT 2013-04-18.